# Tomoaki Kunichika
Tomoaki Kunichika (jap. 国近 友昭 Kunichika Tomoaki; * 22. April 1973 in Hikari) ist ein japanischer Langstreckenläufer, der sich auf den Marathon spezialisiert hat.
2003 gewann er den Fukuoka-Marathon, bei dem er 1999 Sechster und 2002 Achter geworden war, in seiner persönlichen Bestzeit von 2:07:52. Er wurde daraufhin für den Marathon der Olympischen Spiele 2004 in Athen nominiert, bei dem er den 42. Platz belegte.
2005 wurde er Dritter beim Seoul International Marathon.
Tomoaki Kunichika ist 1,79 m groß. Er startet für das Firmenteam von S & B Foods Inc.